# Geranium phaeum
Il geranio stellato (nome scientifico Geranium phaeum (L., 1753)) è una pianta erbacea perenne appartenente alla famiglia delle Geraniaceae, originaria dell'Europa continentale.

## Tassonomia
La famiglia di appartenenza del geranio stellato (Geraniaceae) è un gruppo vegetale di medie proporzioni organizzato in 12 generi per un totale di circa 700 specie.
 Il genere di appartenenza (Geranium) è abbastanza numeroso e comprende circa 420 specie, diffuse soprattutto nelle regioni temperate di tutto il mondo. Una trentina di queste specie sono proprie della flora italiana.

Queste sono raggruppate dal botanico toscano Adriano Fiori (1865 – 1950) in sei sezioni; la specie di questa scheda appartiene alla sezione Alternifolia (sezione caratterizzata dalla disposizione alterna delle foglie lungo il fusto). In altri testi questa pianta viene assegnata alla sezione delle Erodioidea.

### Variabilità
La variabilità di questa specie si manifesta soprattutto nel colore della corolla. La specie più comune ha i petali colorati di purpureo-scuro (quasi violetto-scuro). Nell'elenco che segue sono indicate alcune varietà e sottospecie (l'elenco può non essere completo e alcuni nominativi sono considerati da altri autori dei sinonimi della specie principale o anche di altre specie):
- Geranium phaeum L. forma austriacum Wiesb.
- Geranium phaeum L. forma baldensis A. Terracc.
- Geranium phaeum L. forma gallica A. Terracc.
- Geranium phaeum L. forma helvetica A. Terracc.
- Geranium phaeum L. forma hungaricum Wiesb.
- Geranium phaeum L. forma linnaei C. E. Lundstr.
- Geranium phaeum L. forma maculatum (Schur) Gams in Hegi
- Geranium phaeum L. forma pallidum Gortani & M. Gortani
- Geranium phaeum L. forma pyrenaica A. Terracc.
- Geranium phaeum L. subsp. lividum Eherendorfer
- Geranium phaeum L. subsp. phaeum
- Geranium phaeum L. var. lividum (L'Her.) DC. (1824): i petali sono colorati di violetto-chiaro.
- Geranium phaeum L. var. atropurpureum Duftschmid
- Geranium phaeum L. var. balcanicum A. Terracc.
- Geranium phaeum L. var. caerulescens (Murr) Graebn. in Asch. & Graebn.
- Geranium phaeum L. var. fuscum (L.) DC.
- Geranium phaeum L. var. lividum (L'Her. ex Aiton) DC.
- Geranium phaeum L. var. maculatum (Schur) Graebn. in Asch. & Graebn.
- Geranium phaeum L. var. nodosum (Schur) Graebn. in Asch. & Graebn.
- Geranium phaeum L. var. pallidum (Gortani & M. Gortani) Graebn. in Asch. & Graebn.
- Geranium phaeum L. var. patulum (Vill.) Nyman
- Geranium phaeum L. var. patulum (Vill.) Cariot & St-Lager (1889)
- Geranium phaeum L. var. phaeum
- Geranium phaeum L. var. vulgatius DC.

### Sinonimi
La specie di questa scheda ha avuto nel tempo diverse nomenclature. L'elenco che segue indica alcuni tra i sinonimi più frequenti:
- Geranium austriacum Wiesb. Ap. R. Knuth in Engl. (1901)
- Geranium fuscum L (1767)
- Geranium hungaricum Wiesb. in Engl.
- Geranium hungaricum Wiesb. in Grecescu
- Geranium lividum Hess et al.
- Geranium lividum L'Her. ex Aiton (1802) (sinonimo della variante lividum)
- Geranium lividum var. caerulescens Murr
- Geranium moldavicum Fisch. Ap. Bobrov in Kom. & Al.
- Geranium montanum Bubani (1901)
- Geranium montanum J. Konig ex O. Moll.
- Geranium patulum Vill. (1788)
- Geranium phaeum Sebast. & Maur.
- Geranium phaeum Siev.
- Geranium planipetalum Chaix
- Geranium subcoeruleum Dick ex Schleich. (1800)

### Specie simili
- Geranium reflexum L. - Geranio a petali riflessi: è abbastanza simile alla pianta di questa scheda, ma ha i petali ancora più all'indietro e le foglie sono di un verde più scuro. È una specie interessante anche perché la distribuzione sulla penisola italiana è vicariante del “Geranio stellato”: si trova solo al centro della penisola e non al nord.

## Etimologia
L'etimologia del nome generico (Geranium) si riferisce alla parola greca ”ghéranos” che significa “gru”. Questa associazione probabilmente è nata molto anticamente ed è dovuta alla particolare forma  (a becco) dell'ovario e del frutto delle piante di questo genere. In effetti già Plinio (Como, 23 – Stabia) conosceva questo nome se lo cita nel suo “Libro XXVI”, anche se è opportuno precisare che il Geranio citato dallo scrittore latino era probabilmente un Erodium, in quanto il “geranio” (Pelargonium) come lo conosciamo noi oggi venne importato dall'Africa nel XVII secolo.

L'epiteto specifico phaeum deriva  dal greco ”phaiòs”  (=  scuro), e si riferisce ovviamente al colore della corolla del fiore.

Il binomio scientifico attualmente accettato (Geranium phaeum) è stato proposto da Carl von Linné (Rashult, 23 maggio 1707 –Uppsala, 10 gennaio 1778), biologo e scrittore svedese, considerato il padre della moderna classificazione scientifica degli organismi viventi, nella pubblicazione Species Plantarum del 1753. 
 
In lingua tedesca questa pianta si chiama Brauner Storchschnabel; in francese si chiama Géranium brun; in inglese si chiama: Dusky Crane's-bill oppure Mourning Window.

## Descrizione

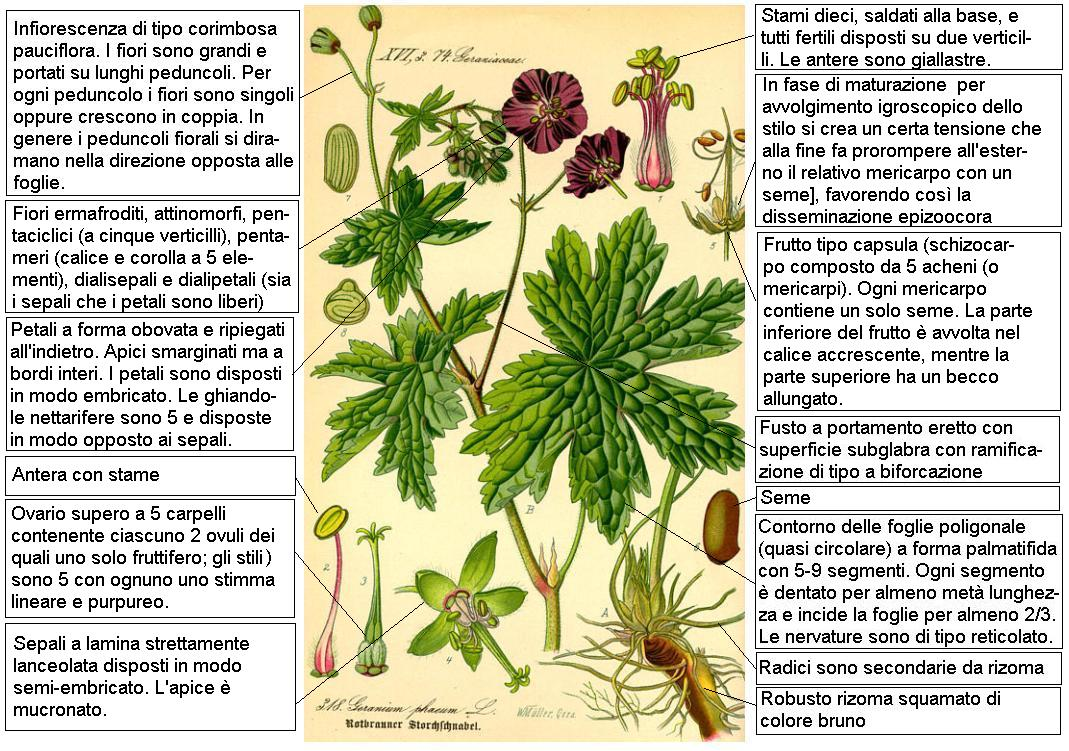
Descrizione delle parti della pianta

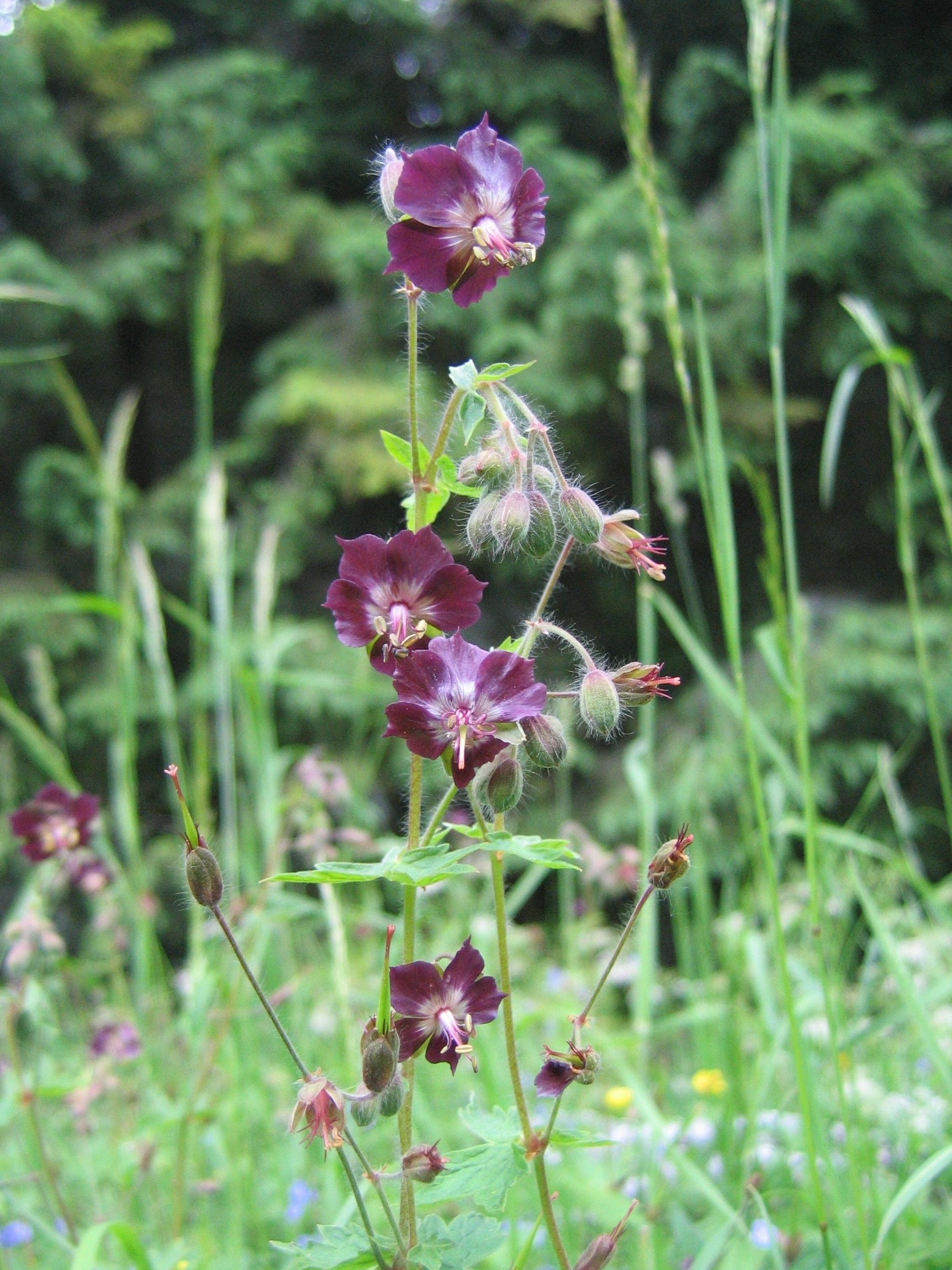
Il portamento

L'altezza media di questa piante è di circa 2–7 dm. La forma biologica del “geranio stellato” è emicriptofita scaposa (H scap), ossia è una pianta erbacea, perenne con gemme svernanti al livello del suolo e protette dalla lettiera o dalla neve, dotate di un asse fiorale più o meno eretto e con poche foglie. La forma biologica di questa pianta può anche essere definita come geofita rizomatosa (G rhiz) in quanto la parte sotterranea del fusto è di tipo rizomatoso.

### Radici
Le radici sono secondarie da rizoma.

### Fusto
- Parte ipogea: la parte sotterranea consiste in un robusto rizoma squamato di colore bruno (le squame sono delle stipole derivate da vecchie foglie).
- Parte epigea: la parte aerea del fusto di questa pianta è a portamento eretto con superficie sub-glabra (i peli sono patenti e vicino all'apice sono di tipo ghiandoloso) e con scanalature longitudinali; la ramificazione è di tipo a biforcazione (ramosità dicotomica).

### Foglie

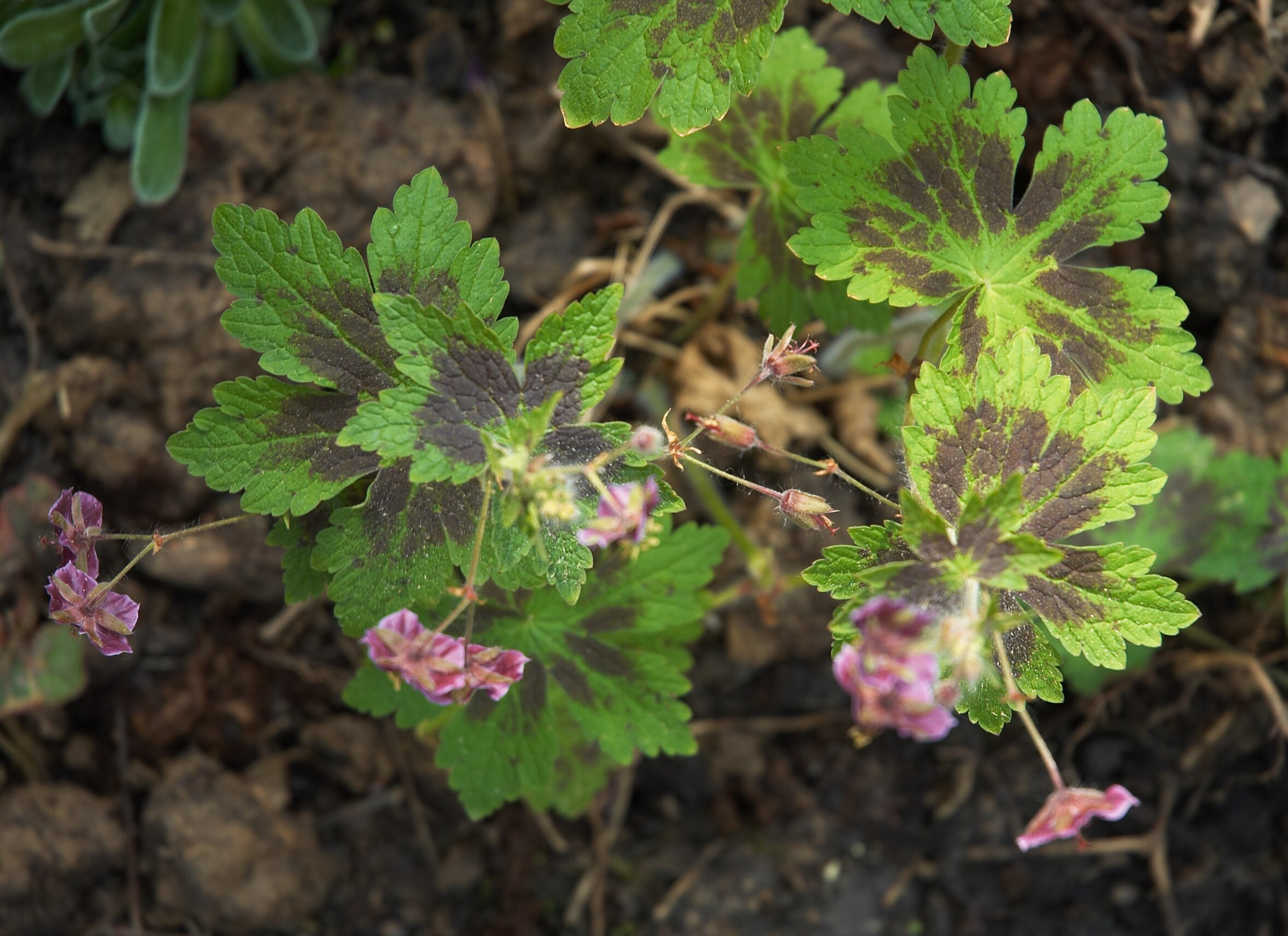
Le foglie

Il contorno delle foglie è poligonale (quasi circolare) e la forma è palmatifida con 5-9 lobi (o segmenti). Ogni segmento è dentato per almeno metà lunghezza e incide la foglie per almeno 2/3. Le nervature sono di tipo reticolato. Il colore della pagina fogliare è verde scuro ed è macchia di scuro.
- Foglie basali: le foglie basali sono lungamente picciolate. Dimensione della lamina: 5 – 10 cm.
- Foglie cauline: le foglie lungo il fusto sono simili a quelle basali ma più piccole e con picciolo più breve; la disposizione lungo il fusto è alterna.

### Infiorescenza

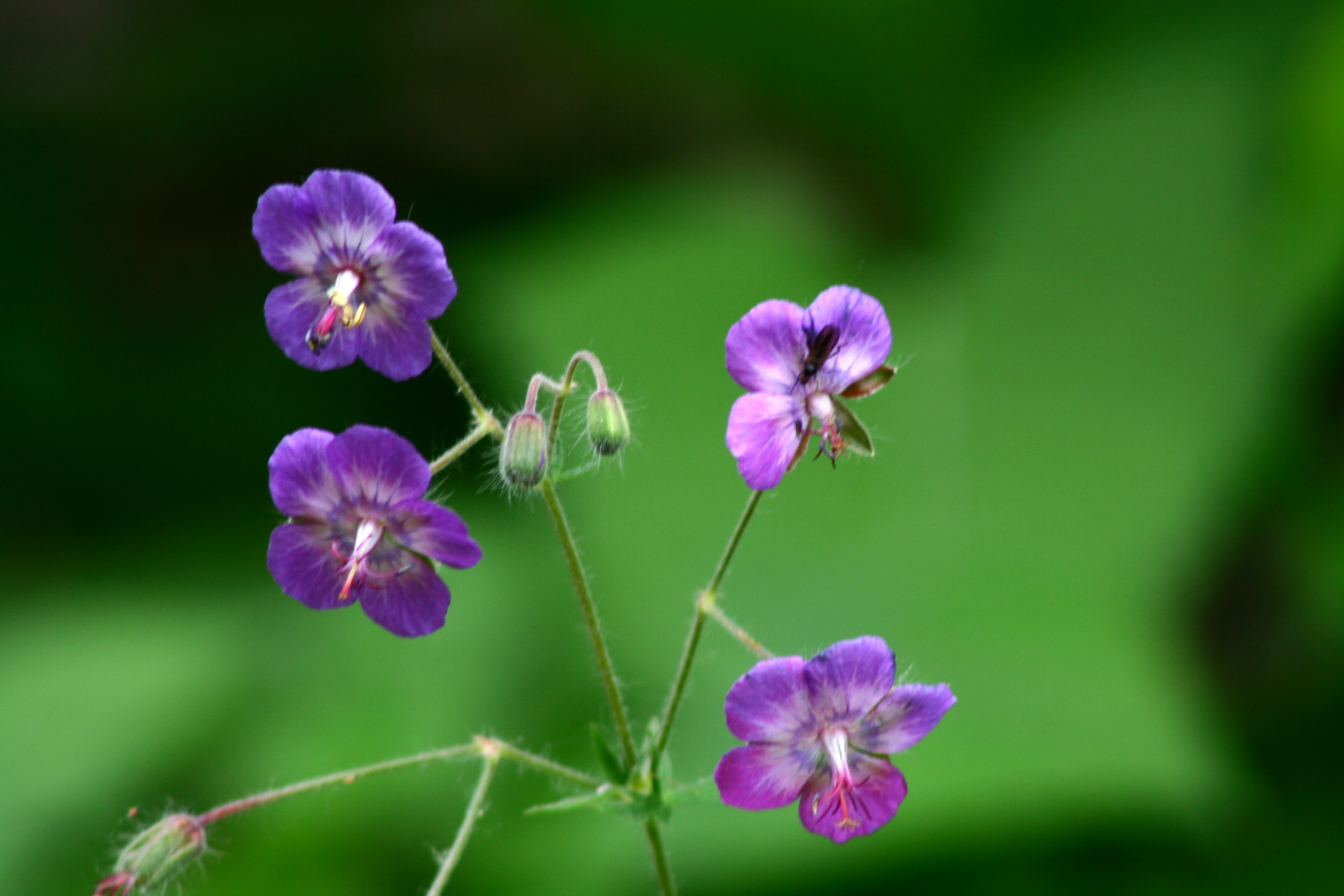
Infiorescenza
Località: Pellegai, Mel (BL), 503 m s.l.m. - 17/05/2007

L'infiorescenza nell'insieme è di tipo corimbosa pauciflora. I fiori sono grandi e portati su lunghi peduncoli (sono eretti dopo l'antesi). Per ogni peduncolo i fiori sono singoli oppure crescono in coppia. In genere i peduncoli fiorali si diramano nella direzione opposta alle foglie. Lunghezza dei peduncoli: 2 – 3 cm.

### Fiore

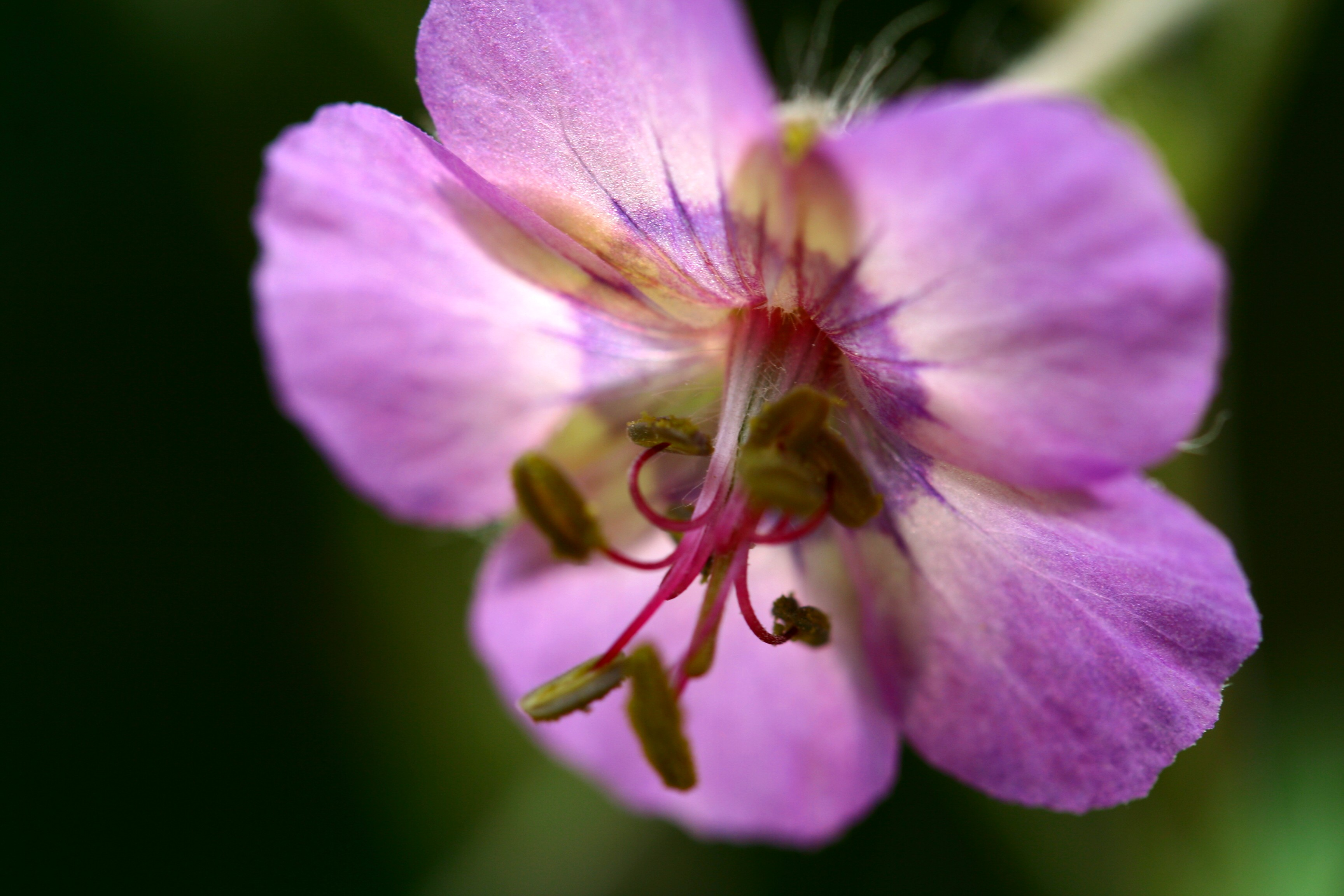
Il fiore
Località: Zelant, Mel (BL), 761 m s.l.m. - 12/05/2007

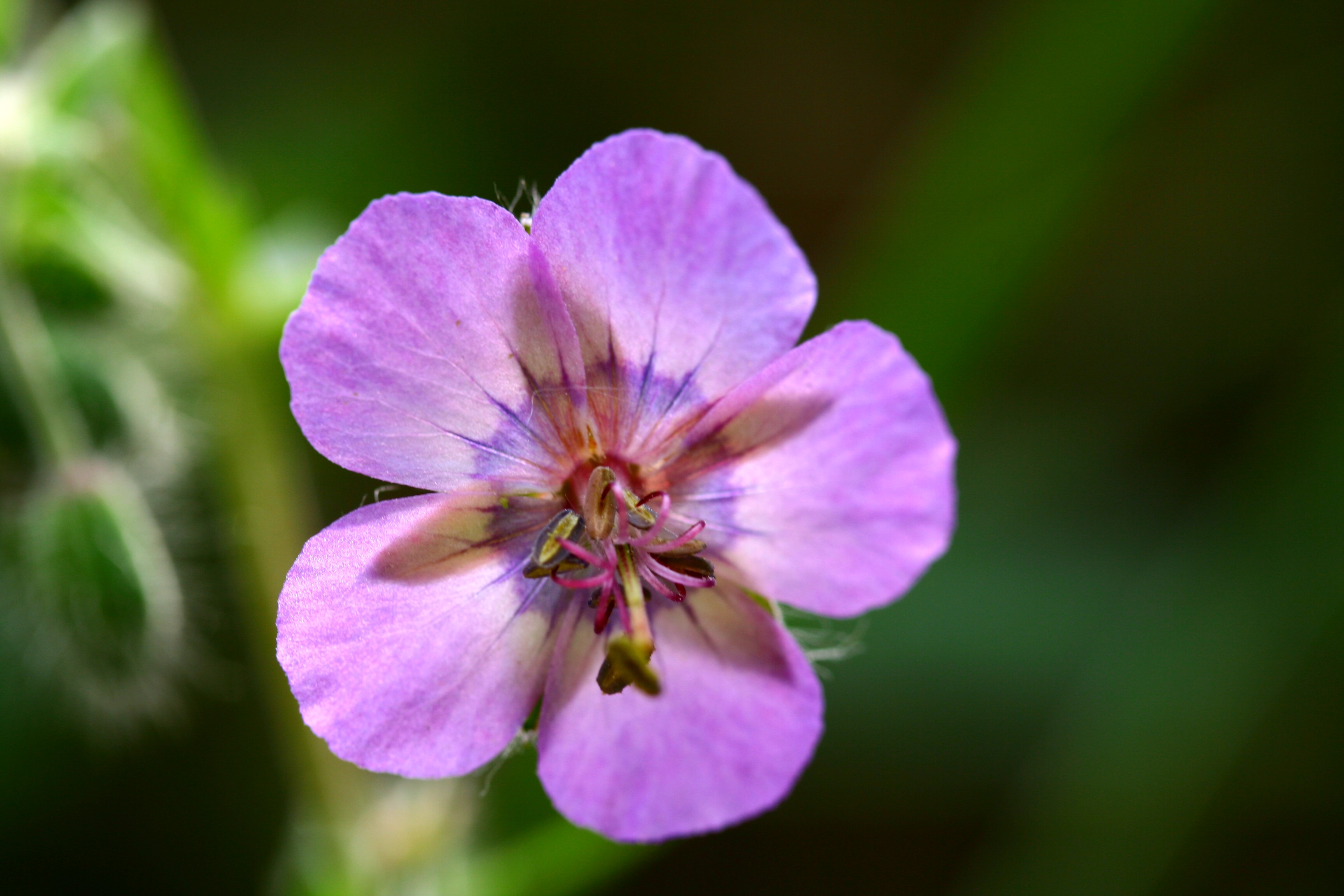
Il fiore
Località: Zelant, Mel (BL), 761 m s.l.m. - 12/05/2007

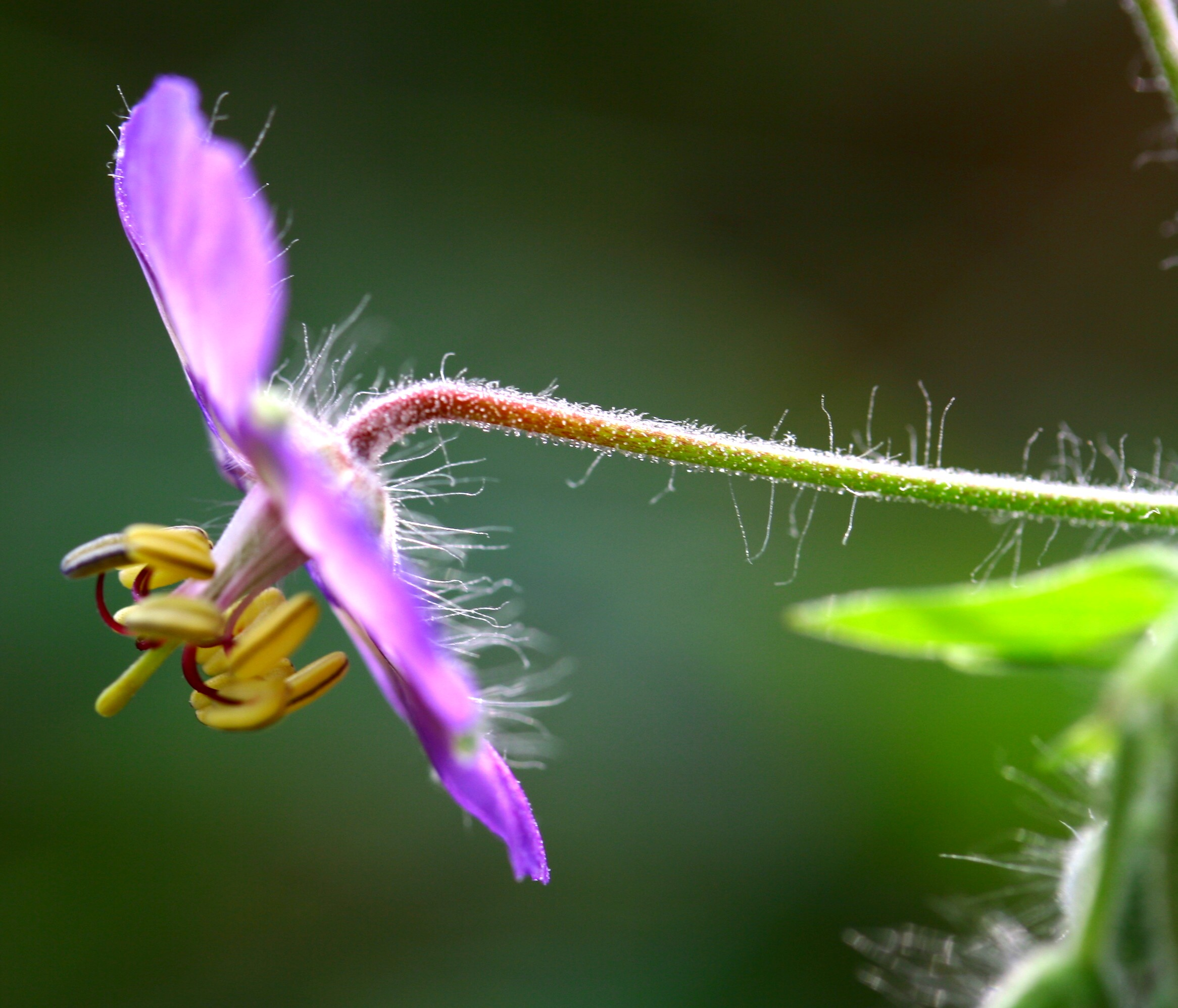
Il fiore
Località: Zelant, Mel (BL), 761 m s.l.m. - 12/05/2007

I fiori sono ermafroditi, attinomorfi (con lieve tendenza al zigomorfismo: i petali superiori possono essere appena un po' diversi da quelli inferiori), proterandri (infatti gli stimmi maturano dopo le antere del verticillo più esterno), pentaciclici (a cinque verticilli: calice – corolla – androceo su 2 verticilli - gineceo), pentameri (calice e corolla a cinque elementi), dialisepali e dialipetali (sia i sepali che i petali sono liberi – non saldati tra di loro). Diametro del fiore: 15 – 22 mm.
- Formula fiorale:

* K 5, C 5, A 5+5, G 5 (supero)
- Calice: i sepali a lamina strettamente lanceolata sono cinque e disposti in modo semi-embricato (due sepali hanno entrambi i margini nascosti dagli altri sepali; altri due sepali sono completamente liberi; mentre il sepalo rimanente ha un margine ricoperto da un altro sepalo e un margine libero). L'apice è mucronato. Lunghezza dei sepali: 8 – 9 mm; lunghezza del mucrone 2 – 3 mm.
- Corolla: i petali sono cinque colorati di violetto a forma obovata e caratteristicamente ripiegati all'indietro; il colore verso l'interno del petalo sfuma quasi al bianco, mentre al centro del fiore è presente una macchia circolare più scura. L'apice del petalo è un po' smarginato ma comunque il bordo è intero. I cinque petali sono disposti anch'essi in modo embricato ma più regolare dei sepali: ogni petalo ha un margine nascosto dal petalo precedente e l'altro margine sovrapposto al prossimo petalo; la sovrapposizione è tale per cui in controluce sembra di vedere una stella. Le ghiandole nettarifere sono cinque e disposte in modo opposto ai sepali. Dimensione dei petali: larghezza 6 – 10 mm; lunghezza 8 – 10 mm.
- Androceo: gli stami sono dieci, saldati alla base, e tutti fertili disposti su due verticilli  con la particolarità che il verticillo esterno matura prima di quello interno. Le antere sono giallastre. I filamenti sono cigliati alla base.
- Gineceo: l'ovario è supero a cinque lobi formato da cinque carpelli contenente ciascuno due ovuli dei quali uno solo fruttifero; gli stili (prolungamento dei carpelli/ovario) sono cinque con ognuno uno  stimma lineare e purpureo. Le codette dei carpelli sono concresciute e riunite in modo arcuato a cerchio (e non spiralato come in altri generi della stessa famiglia) a forma di becco. Queste in fase di maturazione si addensano maggiormente rispetto al tessuto adiacente (più precisamente per avvolgimento igroscopico dello stilo) per cui si crea una certa tensione che alla fine fa prorompere all'esterno il relativo carpello trasformato in mericarpo contenente un singolo seme, favorendo così la disseminazione di tipo “epizoocora” (quando i semi rimangono attaccati al corpo degli animali)[2][3][5].
- Fioritura: da giugno ad agosto.
- Impollinazione: impollinazione per entomogamia (a volte anche per autofecondazione anche se normalmente prevale la proterandria).

### Frutti
Il frutto è una capsula (di tipo schizocarpo) composta da 5 acheni (o mericarpi); ha quindi una forma a cinque lobi. Ogni lobo contiene un solo seme (achenio monosperma). La parte inferiore del frutto è avvolta nel calice accrescente, mentre la parte superiore consiste in un becco allungato. I frutti sono irsuti e rugati. Lunghezza del becco: 2 – 3 cm.

## Distribuzione e habitat
- Geoelemento: il tipo corologico (area di origine) è Orofita – Sud Europeo.
- Diffusione: sul territorio italiano il “Geranio stellato” è diffuso ovunque ma solo sulle Alpi. Sui rilievi europei è diffuso dappertutto escluse le Alpi Dinariche e i Vosgi.
- Habitat: l'habitat tipico per questo fiore sono i prati falciati e le radure boschive; ma anche i  megaforbieti da  collinari a montani. Il substrato preferito è sia calcareo che siliceo con pH neutro e terreno con alti valori nutrizionali e mediamente umido.
- Diffusione altitudinale: sui rilievi queste piante si possono trovare da 500 fino a 2000 m s.l.m.; frequentano quindi i seguenti piani vegetazionali: collinare, montano e subalpino.

## Fitosociologia
Dal punto di vista fitosociologico la specie di questa scheda  appartiene alla seguente comunità vegetale:
Formazione: delle comunità delle macro- e megaforbie terrestri
Classe: Molinio-Arrhenatheretea

## Galleria d'immagini

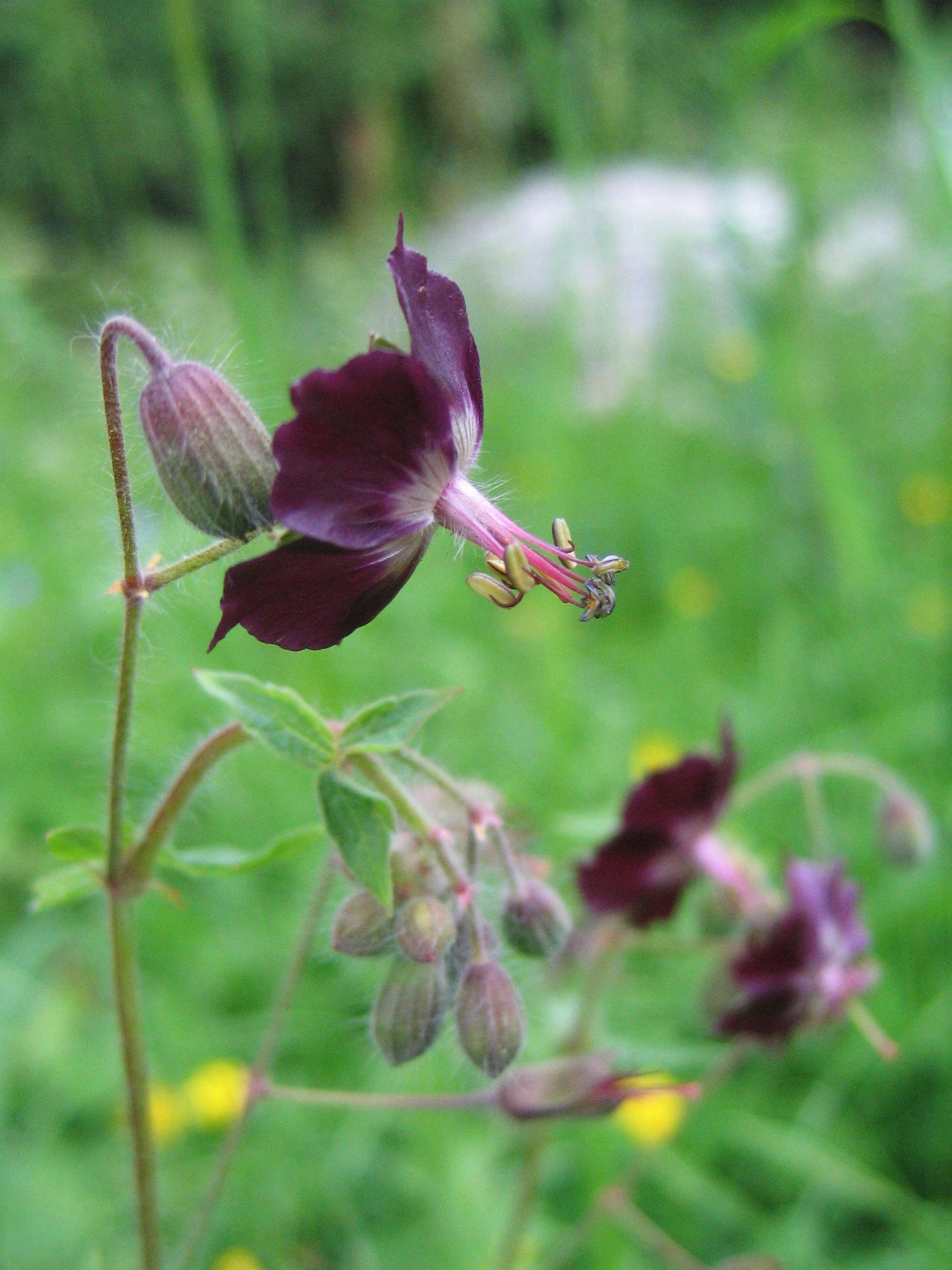
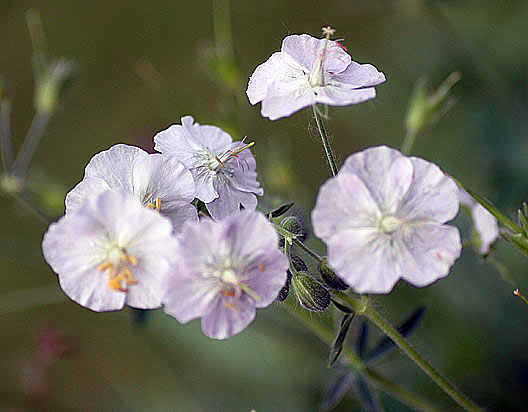
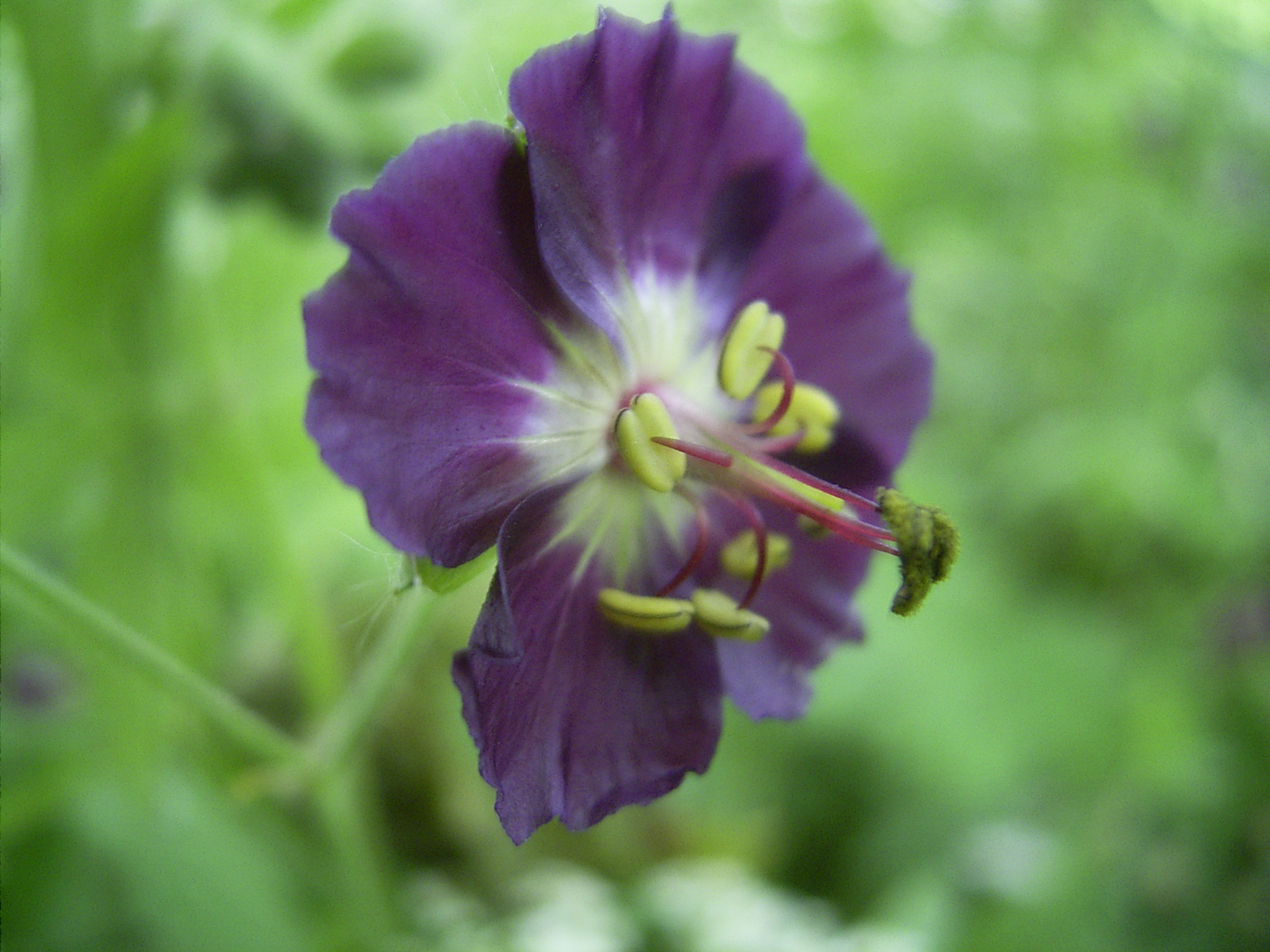
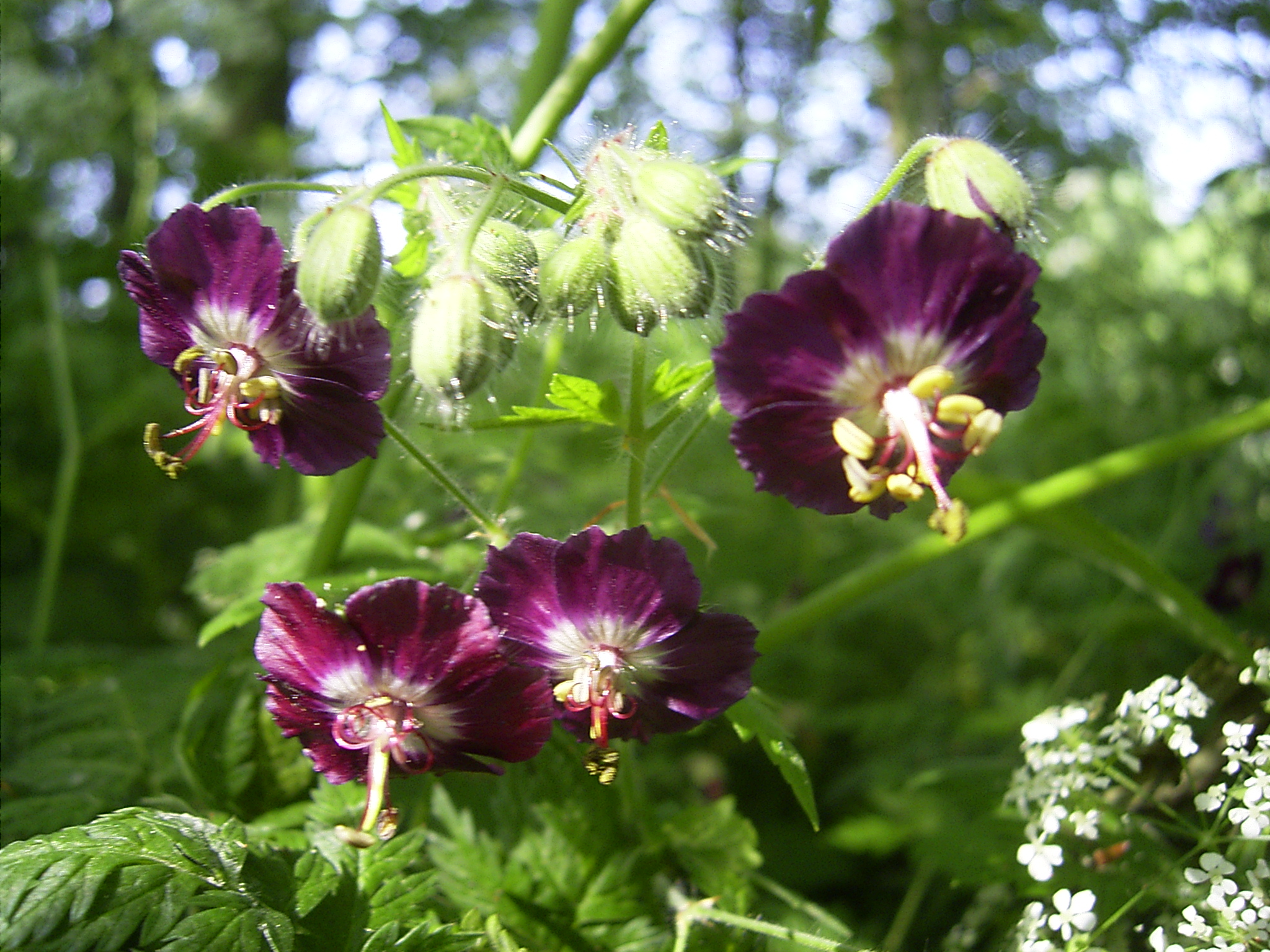